# Oblast de Iakoutsk
1805–1920
Entités suivantes :
- R.S.S.A. iakoute

L’oblast de Iakoutsk (en russe : Якутская область) est un oblast de l'Empire russe puis de la R.S.F.S.R. créé en 1805 en Extrême-Orient avec pour capitale Iakoutsk.

## Géographie
L’oblast de Iakoutsk s’étend dans le nord-est de la Sibérie, autour du bassin de la Léna. Au nord l’oblast est baigné par la mer des Laptev, à l’ouest il est bordé par le gouvernement du Ienisseï, au sud par celui d’Irkoutsk et l’Oblast de l'Amour, à l’est l’oblast de Primorié (et, après 1909, celui du Kamtchatka).
Le territoire de l’oblast de Iakoutsk correspond de nos jours à celui de la République de Sakha.

## Subdivisions administratives
L'oblast est divisé en cinq okrougs : Verkhoïansk, Viliouïsk, Srednekolymsk, Oliokminsk et Iakoutsk.

## Population
En 1897 la population de l’oblast s’élève à 269 880 habitants, dont 82,1 % de Iakoutes, 11,3 % de Russes et 4,3 % de populations toungouses-mandchous.